# Museo de Pinturas de San Lorenzo de El Escorial
El origen de la extraordinaria pinacoteca que alberga el Real Monasterio de San Lorenzo de El Escorial se encuentra en la segunda mitad del siglo siglo XVII por una iniciativa de Felipe IV, continuada después por Carlos II, y que tuvo en el pintor y aposentador real don Diego Velázquez un protagonista de excepción. En 1809 la rapacidad de los invasores franceses y en concreto de Frédéric Quilliet liquidaron el orden del montaje seiscentista que hasta entonces se había conservado con escasos cambios en la mayor parte de los espacios monacales.
El museo fue reorganizado en la segunda mitad del siglo XX para la adecuada instalación de la colección, ya que las obras se exhibían deficientemente desde antiguo en las Salas Capitulares y en la Sacristía, en las que la luz, escasa y nada conveniente, así como la falta de espacio, perjudicaban no sólo la contemplación de los cuadros, sino que menoscababan calidades excelsas de colorido, de luz y de composición de las obras maestras expuestas, tapizando por completo los muros, todavía con un criterio de la época barroca.
En este sentido, el principal esfuerzo fue encaminado a dar el mayor relieve y eficacia a la celebración del cuarto Centenario de la construcción del Monasterio. Las obras de restauración del Palacio de Verano de Felipe II fueron una de las más destacables, pues el palacio se hallaba en completo abandono y franca ruina, sin carpintería, sin soldados y destrozados los revocos. Estas dependencias se hallan en la planta baja, al nivel del Jardín de los Frailes, y comprenden todos los salones y cámaras con sus saletas, que coinciden absolutamente con las del piso superior o Palacio de Felipe II y que rodean al Patio de los Mascarones; en estas salas se han instalado las pinturas de escuelas flamenca, alemana, italiana y española.
A este conjunto se le agregaron también salones, habitaciones principales y de recepción en la época del fundador, pero divididos en su altura y abundantemente tabicados en la época de Carlos IV; derribados todos los añadidos y con una labor de restauración de la estructura original, volvieron a contemplarse estos aposentos como fueron proyectados, con dimensiones y aspecto semejante a las Salas Capitulares. En total, diez salas que han dotado a Madrid de otra pinacoteca de importancia internacional.

## Sala I

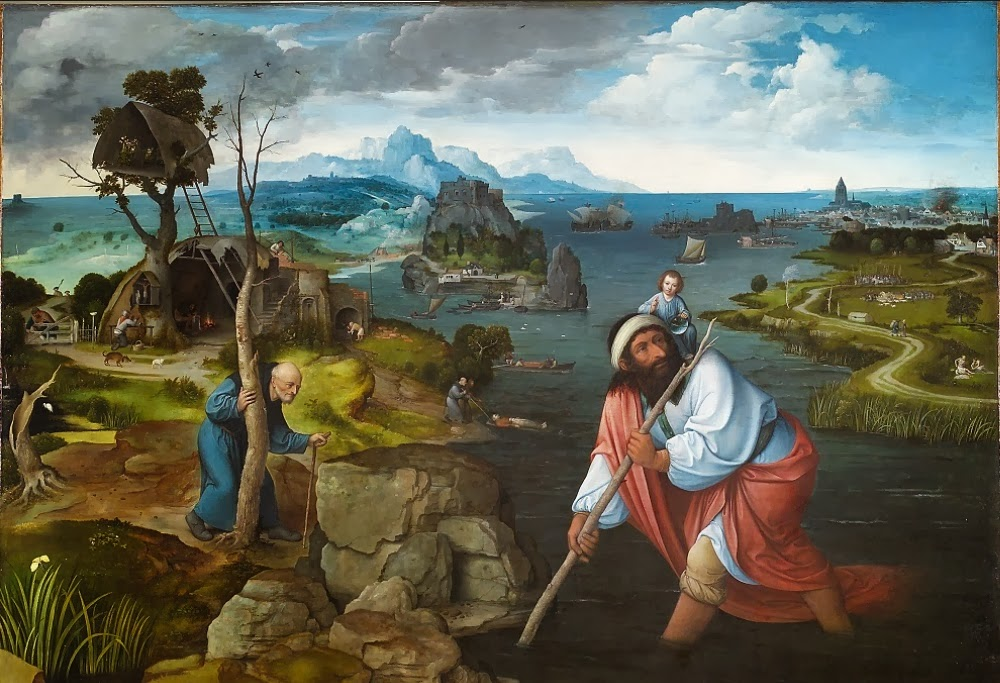
Sala I. San Cristóbal de Patinir, 1522

La Sala I reúne pinturas de los siglos XV y XVI de la escuela flamenca y alemana. En ella, las obras capitales son el Paisaje con San Cristóbal de Patinir, Los Improperios (Ecce Homo) y un fragmento de la Creación, réplica de El Jardín de las Delicias, del taller de El Bosco, los Estudios de Historia Natural de Durero y un Tríptico de Gerard David con La Piedad (centro), San Juan Bautista (izquierda) y San Francisco recibiendo los estigmas (derecha). Otras pinturas destacables son El cambista y su mujer de Marinus Reymerswaele, Descanso en la huida a Egipto, atribuido a Quentin Massys, Las tentaciones de San Antonio de la escuela de El Bosco y un gran paño gótico del Calvario del siglo XV, con técnica "de trepas o de repostero", pero pintadas en vez de bordadas.

## Sala II
La Sala II muestra obras del flamenco Michel Coxcie: Tríptico de San Felipe; Anunciación; La Virgen con el Niño, San Joaquín y Santa Ana; La Virgen y San José postrados adorando al Niño; Ofrenda al Niño Jesús y Sagrada Cena.

## Sala III

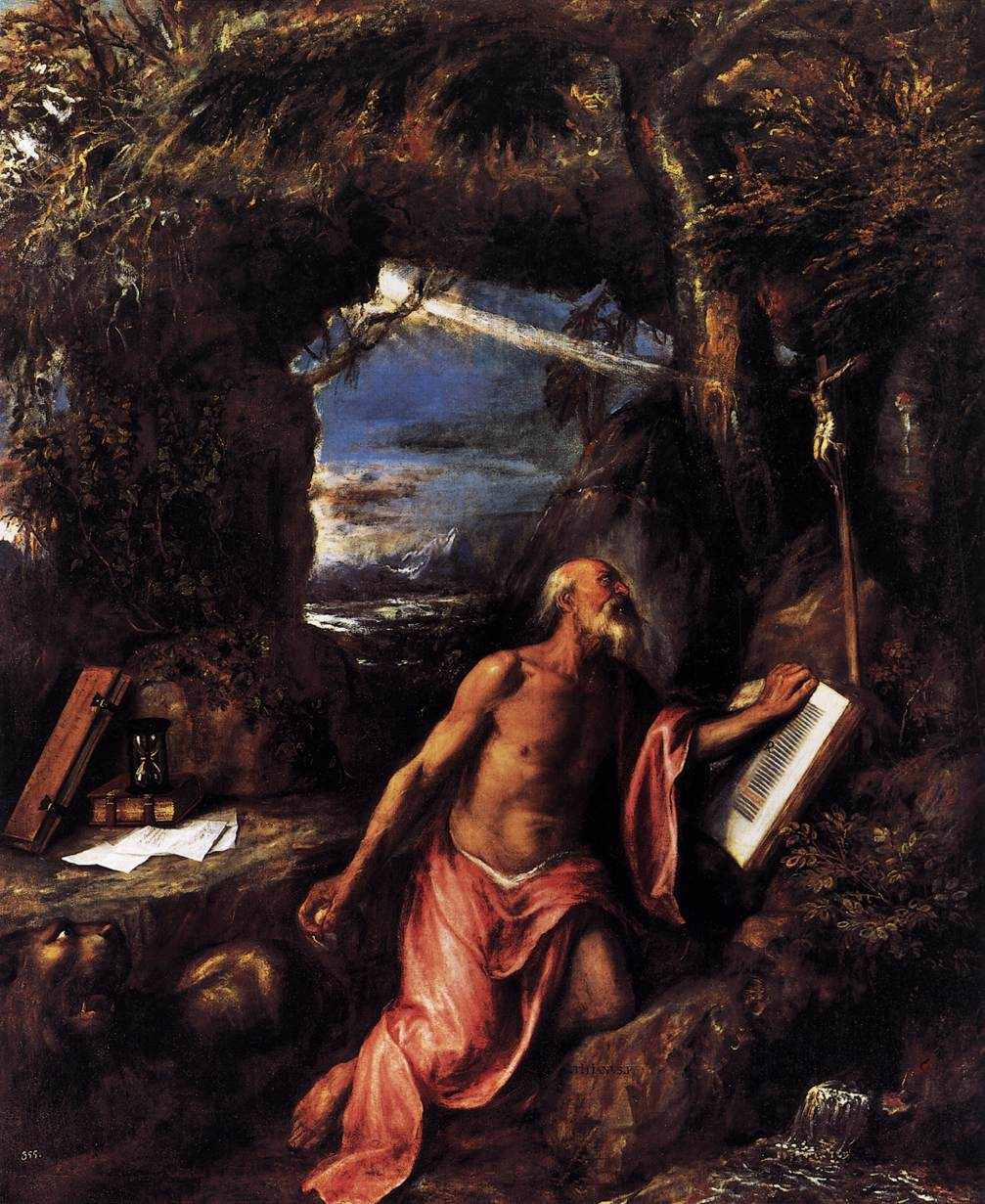
Sala III. San Jerónimo penitente de Tiziano, ca. 1575

La Sala III contiene obras de gran valor de Tiziano: Entierro de Cristo; Cristo crucificado cuya sangre redentora es recogida por tres ángeles; Cristo mostrado al pueblo por Pilatos (Ecce Homo); La Oración del Huerto y San Jerónimo en oración. También se exponen el Descanso en la huida a Egipto y La Adoración de los Reyes de Francesco Bassano y Noli me tángere, copia del Veronés por Luca Giordano.

## Sala IV
La gran Sala IV (que corresponde al Salón del Trono de la planta principal) expone, entre otras, obras de Tiziano (La Última Cena y San Juan Bautista), una excelente serie de Tintoretto (La Magdalena ungiendo los pies del Señor en casa del fariseo; Magdalena penitente; Entierro de Cristo; Desmayo de la reina Esther ante Asuero y Nacimiento con la adoración de los pastores, así como un Ecce Homo atribuido), Veronés (Anunciación; La Aparición de Cristo a su madre acompañado de los padres del Limbo y El Padre y el Espíritu Santo, atribuido), Andrea Vaccaro (Lot y su familia saliendo de Sodoma guiados por un ángel), Jacopo Bassano (Partida de Abraham y La Cena de Emaús), Guido Reni (Cristo cargando con la cruz) y Federico Zuccaro (Adoración de los Reyes y Adoración de los pastores).

## Sala V
La Sala V está dedicada a las obras de José de Ribera, entre las que se encuentran tres San Jerónimo Penitente; San Antonio; José apacentando los ganados de Labán; San Francisco; Entierro de Cristo; Rey Ermitaño; San Pablo; El filósofo Crisipo; San Juan Bautista niño y Esopo.
Entre las salas V y VI, en una alacena diáfana por dos lados, bajo cristales, se muestran diversos modelos de cerámica de Talavera, producida para las necesidades del Monasterio: tinteros, jarras, platos, tazones, fuentes, hondas, barreños, azulejos para zócalos y estantes y superficies en ángulo.

## Sala VI

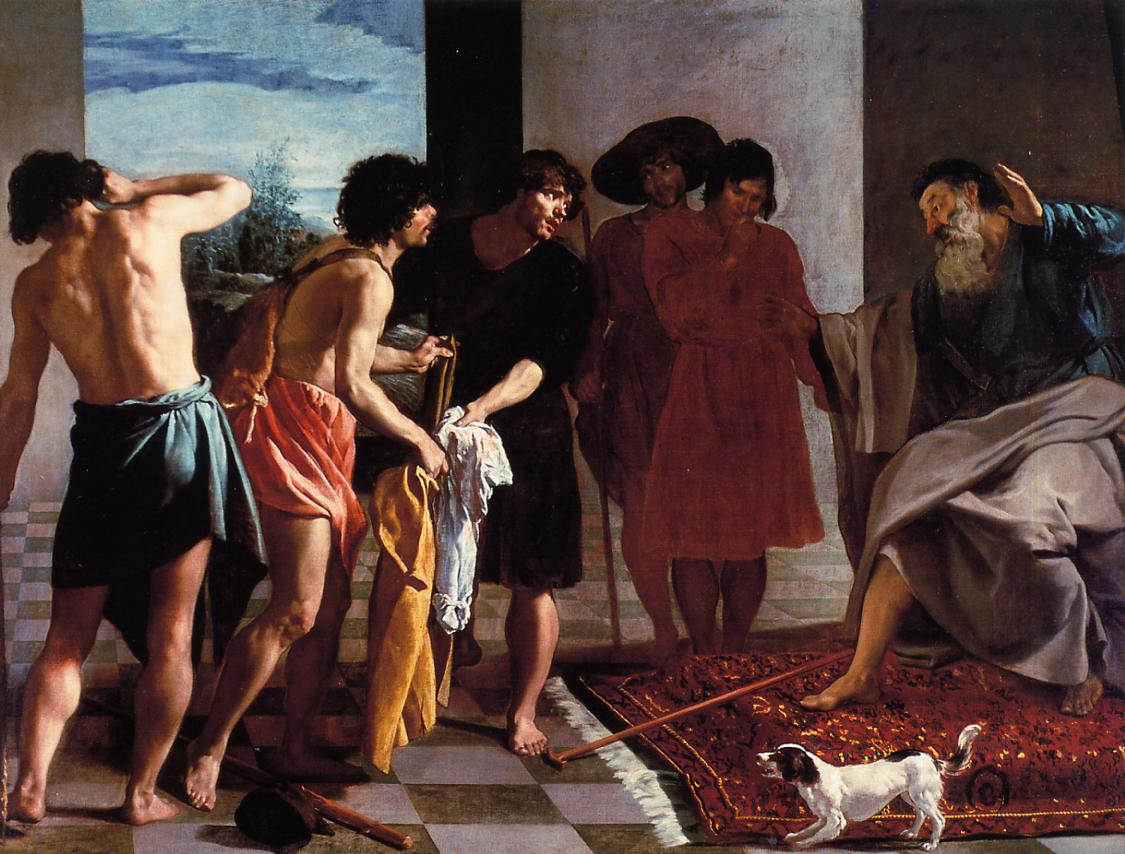
Sala VI. La Túnica de José, de Velázquez, 1630

La Sala VI, que corresponde en el piso superior a las habitaciones de Felipe II, comprende obras de la escuela española del siglo XVII, donde brilla con luz propia La Túnica de José de Velázquez, pintada durante la estancia del sevillano en Roma en 1630 (como La Fragua de Vulcano). Otras obras de interés son del taller de Zurbarán (Presentación de la Virgen en el Templo), Valdés Leal (Nacimiento de la Virgen), Alonso Cano (Virgen con Niño, atribuida), Juan Bautista del Mazo (Vista del palacio de Aceca) y un Retrato de Carlos II niño, del taller de Carreño de Miranda

## Sala VII
La Sala VII reúne pinturas de escuela italiana, algunas muy notables como El profeta Isaías y la Sibila Eritrea (obras maestras de Alessandro Bonvicino "Moretto"), Asunto Místico de Mariotto Albertinelli, dos grisallas anónimas (Bajada de Cristo al Limbo y Resurrección y Virgen con Niño) y San Juanito, copia de Rafael por Nicolas Poussin.

## Sala VIII
También la Sala VIII muestra obras de escuela italiana: Descendimiento de la escuela del Veronés; Lot embriagado por sus hijas del Guercino; Virgen con el Niño y San Juanito (La Virgen del Roble), atribuida al Pordenone y un Ecce Homo de Giovanni Battista Crespi.

## Sala IX
La Sala IX contiene diversas obras tanto de escuela italiana como flamenca y holandesa. Entre ellas destacan las de Jan Davidsz de Heem (Bodegón con granadas, peras y uvas y Bodegón con uvas, peras, ciruelas y manzanas que unos pájaros están picando), Daniel Seghers (dos Floreros en hornacina), escuela de Van Dyck (Virgen con el Niño) y Rubens (La Cena de Emaús, boceto del cuadro conservado en el Prado).
En dos grandes salones abovedados contiguos a esta sala se expone un conjunto de obras de importancia extraordinaria: Martirio de San Mauricio y la Legión Tebana (El Greco), El Calvario (Van der Weyden), una magnífica copia del Descendimiento del anterior artista, realizada por Michel Coxcie (el original se expone en el Prado) y un espectacular tapiz de la serie de La Conquista de Túnez, obra capital del maestro bruselés Willem Pannemaker realizada a mediados del siglo XVI.

## Sala X
Por último, la Sala X es conocida como la Sala de los Grecos, donde se exhiben obras del pintor cretense como La Adoración en Nombre de Jesús (también conocida como La Gloria de Felipe II), San Eugenio o San Pedro Apóstol. También se exponen dos obras de Carletto Veronese (La Adoración de los Reyes ambas) y un hermoso tapiz flamenco de la serie Las Esferas, del siglo XVI.